# حمام فرط
حمام فرط مربوط به دوره قاجار است و در یزد، خیابان امام خمینی _ محله دارالشفاء، روبروی مسجد فرط واقع شده و این اثر در تاریخ ۱۷ اسفند ۱۳۸۱ با شمارهٔ ثبت ۷۷۷۷ به‌عنوان یکی از آثار ملی ایران به ثبت رسیده است.